# Огъста (Мейн)
Вижте пояснителната страница за други значения на Огъста.
Огъста (на английски: Augusta) е град, столица на щата Мейн, САЩ.

## Население
Населението на града през 2000 година е 24 260 души, има 8565 домакинства и 4607 семейства, пребиваващи в града.
Мнозинството от населението са бели - 96,21 %, следват 1,35 % - азиатци, 0,5 % - афроамериканци, 0,48 % – индианци и др.